# Joseph Wohlfart
Joseph „Jos“ Wohlfart (* 4. Juni 1920 in Helmdingen, Lorentzweiler; † 5. Juli 2000 ebenda) war ein luxemburgischer Politiker der Lëtzebuerger Sozialistesch Aarbechterpartei (LSAP), der unter anderem zwischen 1974 und 1979 Innenminister war.

## Leben
Joseph „Jos“ Wohlfart wurde während der Besetzung Luxemburgs im Zweiten Weltkrieg durch die deutsche Wehrmacht zwangsrekrutiert und engagierte sich nach Kriegsende als 1. Vizepräsident der Organisation der Zwangsrekrutierten Ons Jongen. Er trat 1948 der Sozialistischen Arbeiterpartei LSAP Lëtzebuerger Sozialistesch Aarbechterpartei bei und begann für die LSAP seine politische Laufbahn in der Kommunalpolitik, als er 1950 Mitglied des Gemeinderates von Lorentzweiler wurde. Bei der Kammerwahl am 30. Mai 1954 wurde er für die LSAP zum Mitglied der Abgeordnetenkammer (Chamber) gewählt und gehörte dieser zunächst bis 1974 an. In dieser Funktion war er von 1958 bis 1963 auch Vertreter Luxemburgs im Beratenden Interparlamentarischen Beneluxrat. Er fungierte zwischen 1961 und 1974 als Bürgermeister von Lorentzweiler und war von 1964 und 1974 auch erstmals Mitglied des Europäischen Parlamentes, die zu dieser Zeit von den nationalen Parlamenten bestimmt wurden.
Nach seinem Ausscheiden aus der Chamber und dem Europäischen Parlament wurde Wohlfart am 15. Juni 1974 als Innenminister (Ministre de l’Intérieur) in die Regierung Thorn und gehörte dieser bis zum 16. Juli 1979 an. Mit dem Fortschreiten der Entwicklung des Europäischen Binnenmarkts und der damit verbundenen Freizügigkeit verstärkte sich jedoch auch die Wahrnehmung der damit verbundenen Risiken und Gefahren. In Anbetracht dessen wurde auf einem Treffen des Europäischen Rates in Rom am 1. und 2. Dezember 1975 beschlossen, in den Bereichen Inneres und Sicherheit enger zusammenzuarbeiten. Zu diesem Zweck wurde die sogenannte TREVI-Gruppe (steht für Terrorisme, Radicalisme, Extrémisme et Violence Internationale oder aber für den ersten Tagungsort Trevi) eingerichtet.
Bei der Kammerwahl am 26. Mai 1974 wurde er für die LSAP erneut zum Mitglied der Abgeordnetenkammer gewählt und gehörte dieser nach seiner Wiederwahl bei der Kammerwahl am 10. Juni 1979 bis zum 17. Juni 1984 an. Er war Gründungsmitglied der Union der Hauptstadtregionen der Europäischen Gemeinschaft URCCE (Union des Régions Capitales de la Communauté Européenne) und zwischen 1980 und 1983 Präsident dieser Organisation. Danach wurde er 1983 Präsident der Aktion Öffentlicher Verkehr (Aktioun Ëffentlechen Transport).
Nach dem Tode von Lydie Schmit am 7. April 1988 rückte „Jos“ Wohlfart wieder als Mitglied des Europäischen Parlaments nach und gehörte diesem in der zweiten Legislaturperiode vom 28. April 1988 bis zum 24. Juli 1989 an. Er gehörte für die LSAP der Sozialistischen Fraktion an und war zugleich deren stellvertretender Vorsitzender. Er war während seiner Zugehörigkeit zum Europäischen Parlament zwischen dem 13. Juni 1988 und dem 24. Juli 1989 Mitglied des Politischen Ausschusses sowie des Ausschusses für Frauenrechte. Daneben war er zwischen dem 19. Mai und dem 12. September 1988 zunächst stellvertretender Vorsitzender sowie anschließend vom 13. September 1988 bis zum 24. Juli 1989 Mitglied der Delegation für die Beziehungen zur Sowjetunion. Zuletzt war er zwischen 1991 und 1997 Präsident der Amicale des personnes retraitées, âgées ou solitaires AMIPERAS, einer Gesellschaft zur Förderung der Freundschaft zwischen Rentnern, älteren und allein stehenden Menschen.
Wohlfart war der Vater von Georges Wohlfart, der ebenfalls Abgeordneter und Minister war, sowie des Karikaturisten und Malers Roger Wohlfart.

## Veröffentlichung
- Reflexions sur la politique regionale de la Communauté, 1969